# Dio c'è (film)
Dio c'è è un film del 1998 scritto e diretto da Alfredo Arciero.